# Anolis smallwoodi
Anolis smallwoodi este o specie de șopârle din genul Anolis, familia Polychrotidae, descrisă de Schwartz 1964.

## Subspecii
Această specie cuprinde următoarele subspecii:
- A. s. smallwoodi
- A. s. palardis
- A. s. saxuliceps